# Marcos Rivas
Marcos Rivas Barrales (Ciudad de México, 25 de noviembre de 1947-Victoria de Durango, 19 de abril de 2024), conocido como El Mugrosito, fue un futbolista mexicano. Formó parte de la Selección de Futbol de México entre 1970 y 1973. Participó en la Copa Mundial de Fútbol de 1970 como seleccionado nacional de México. Fue jugador de Atlante, América, Leones Negros de la Universidad de Guadalajara y Esmeraldas de León, equipo este último con el que se retiró. Participó en la Copa Mundial de Fútbol de 1970 como seleccionado nacional de México, cuando fue llamado al cuadro tricolor en sustitución de Alberto Onofre, quien en un entrenamiento salió fracturado. Es el único jugador en el futbol mexicano que ocupó todas las posiciones en un equipo de futbol, en partidos oficiales de la Primera División.

## Inicios
Fue producto de las fuerzas básicas del equipo de futbol Atlante y debutó en la Primera División Nacional como medio creativo en la temporada 1967-1968. Poco a poco por su calidad de juego y movimientos en el campo, se fue afianzando en el cuadro titular del Atlante.[cita requerida]

### Participación en Copas del Mundo
| Mundial                        | Sede   | Resultado        |
| ------------------------------ | ------ | ---------------- |
| Copa Mundial de Fútbol de 1970 | México | Cuartos de final |

## Clubes
| Club                     | País   | Año       |
| ------------------------ | ------ | --------- |
| Atlante                  | México | 1968-1974 |
| Leones Negros de la UdeG | México | 1974-1976 |
| León                     | México | 1976-1977 |
| Leones Negros de la UdeG | México | 1977-1978 |